# Sutton Weaver
Sutton Weaver är en by och en civil parish i Cheshire West and Chester i Cheshire i England. Orten har 504 invånare (2015). Den civil parish hette bara Sutton fram till 2015.